# Rallus longirostris beldingi
Rallus longirostris beldingi is een ondersoort van de klapperral uit de familie van rallen.

## Verspreiding
De soort komt voor in zuidelijk Baja California (Mexico).